# Malik Jackson
Pour les articles homonymes, voir Jackson.
(en) Statistiques sur pro-football-reference
Malik Barron Jackson, né le 11 janvier 1990 à Los Angeles, Californie, est un joueur américain de football américain.
Issu de l'équipe universitaire des Volunteers du Tennessee, il a également évolué chez les Broncos de Denver qui l'ont sélectionné lors de la Draft 2012 de la NFL et avec qui il a remporté le Super Bowl 50.